# Susanne Müller (Schwimmerin)
Susanne Müller ist eine ehemalige deutsche Schwimmerin. Sie gewann jeweils eine Bronzemedaille bei Weltmeisterschaften auf der 50-Meter-Bahn und bei Europameisterschaften auf der 25-Meter-Bahn.

## Sportliche Karriere
Susanne Müller schwamm in der DDR für SC Turbine Erfurt. Bei den letzten DDR-Meisterschaften 1990 in Dresden erreichte sie den dritten Platz über 100 Meter Schmetterling und über 200 Meter Schmetterling. Bei den Deutschen Meisterschaften 1990 und 1991 wurde Müller Zweite über 200 Meter Schmetterling, wobei sie 1991 für Bayer Wuppertal antrat.
Anfang 1991 bei den Weltmeisterschaften in Perth siegte die Lagenstaffel aus den Vereinigten Staaten vor den Australierinnen, dahinter erschwammen Svenja Schlicht, Jana Dörries, Susanne Müller und Manuela Stellmach die Bronzemedaille. Susanne Müller erreichte auch den Endlauf über 200 Meter Schmetterling und wurde Siebte. Im Dezember 1992 bei den Sprinteuropameisterschaften 1992 in Espoo gewann die Schwedin Louise Karlsson über 50 Meter Schmetterling vor der Niederländerin Inge de Bruijn, Susanne Müller wurde Dritte.